# Plassoderinus flabellatus
Plassoderinus flabellatus es una especie de coleóptero de la familia Attelabidae.

## Distribución geográfica
Habita en Tanzania.